# Ácido mucônico
Ácido mucônico é um ácido dicarboxílico. Existem três formas isomáricas designadas ácido trans,trans-mucônico, ácido cis,trans-mucônico e ácido cis,cis-mucônico os quais diferem pela geometria em torno das ligações duplas.